# Casper Sloth
Casper Sloth (Brabrand, 26 marzo 1992) è un ex calciatore danese, di ruolo centrocampista.

## Carriera

### Club
Con l'Aarhus ha giocato nelle prime due serie del campionato danese.

### Nazionale
Con la nazionale Under-21 ha giocato 4 partite di qualificazione agli Europei di categoria.
Ha esordito con la nazionale maggiore il 14 novembre 2012, in amichevole contro la Turchia, giocando da titolare la prima frazione di gioco, prima di essere sostituito da Emil Larsen.